# Сельское хозяйство Азербайджана
Сельское хозяйство Азербайджана — отрасль азербайджанской экономики.

## Общая характеристика
Территория Азербайджана составляет 86,6 тыс. км2 (12 % территории — леса, 1,6 % — водный бассейн, 52,3 % — земли, пригодные для сельского хозяйства, 34,1 % — другие земли). От общей площади земли (8,7 миллионов гектар) на 1 января 2024 года сельскохозяйственные угодья составляют 4 млн 779 тысяч 600 гектар. Из них более 2 млн 37 тыс. 400 гектар приходится на долю пахотных земель, 2 млн 414 тысяч 400 гектар занимают летние и зимние пастбища. 273 тысячи 500 гектар заняты многолетними насаждениями. Почти половина пахотных земель сосредоточена в Кура-Араксинской низменности.
1 млн 40 тысяч 700 гектар территории покрыты лесом.
На 1 января 2024 года в Азербайджане присутствует 1 млн 485 000 гектар орошаемых земель. Из них 78 % — земли, на которых выращиваются однолетние растения, 9 % — где орошаются многолетние растения. На орошаемых полях выращивается около 90 % продукции сельского хозяйства Азербайджана.
Занятость (тыс. чел., на конец года)
| Год  | Всего трудоспособного населения | Количество занятых в сельском хозяйстве | %    |
| ---- | ------------------------------- | --------------------------------------- | ---- |
| 2003 | 3 972,6                         | 1 546,1                                 | 38,9 |
| 2015 | 4 671,6                         | 1 698,4                                 | 36,4 |
| 2016 | 4 759,9                         | 1 729,6                                 | 36,3 |
| 2017 | 4 822,1                         | 1 752,9                                 | 36,4 |
| 2018 | 4 879,3                         | 1 769,3                                 | 36,3 |
| 2019 | 4 785,6                         | 1 720,4                                 | 36   |
| 2020 | 4 721,2                         | 1 696,5                                 | 35,9 |
| 2021 | 4 831,1                         | 1 732,9                                 | 35,9 |
| 2022 | 4 901,1                         | 1 753,1                                 | 35,8 |
| 2023 | 4 963,3                         | 1 777,4                                 | 35,8 |

ВВП (млн манат, на конец года,
в фактических ценах)
| Год  | ВВП (всего) | ВВП в сельском хозяйстве | %    |
| ---- | ----------- | ------------------------ | ---- |
| 2003 | 7 146,5     | 888                      | 12,4 |
| 2015 | 54 380      | 3 359,4                  | 6,2  |
| 2016 | 60 425,2    | 3 386,8                  | 5,6  |
| 2017 | 70 337,8    | 3 944,1                  | 5,6  |
| 2018 | 80 092      | 4 174,8                  | 5,2  |
| 2019 | 81 896,2    | 4 664,2                  | 5,7  |
| 2020 | 72 578,1    | 4 891                    | 6,7  |
| 2021 | 93 203,2    | 5 336,8                  | 5,7  |
| 2022 | 133 972,7   | 6 179,1                  | 4,6  |
| 2023 | 123 005,5   | 6 815,6                  | 5,5  |

Инвестиции в основной капитал
(млн манат, на конец года)
| Год  | Всего    | Инвестиции в сельское хозяйство | %   |
| ---- | -------- | ------------------------------- | --- |
| 2003 | 3 786,4  | 37,4                            | 1   |
| 2015 | 15 957   | 355,4                           | 2,2 |
| 2016 | 15 772,8 | 325,1                           | 2,1 |
| 2017 | 17 430,3 | 617,8                           | 3,5 |
| 2018 | 17 244,9 | 764,4                           | 4,4 |
| 2019 | 18 539,5 | 769,5                           | 4,2 |
| 2020 | 17 226,1 | 520,6                           | 3   |
| 2021 | 16 815,5 | 341,9                           | 2   |
| 2022 | 17 878,2 | 408                             | 2,3 |
| 2023 | 21 310,7 | 578,3                           | 2,7 |

Произведённая продукция  (млн манат)
| Год  | Всего    | Растениеводство | Животноводство |
| ---- | -------- | --------------- | -------------- |
| 2003 | 1 450,5  | 807             | 643,5          |
| 2015 | 5 635,3  | 2 761,1         | 2 874,2        |
| 2016 | 5 632,4  | 2 577,2         | 3 055,2        |
| 2017 | 6 580    | 3 019           | 3 561          |
| 2018 | 7 010    | 3 186           | 3 824          |
| 2019 | 7 836,7  | 3 751,2         | 4 085,5        |
| 2020 | 8 428,9  | 4 028,4         | 4 400,5        |
| 2021 | 9 163,4  | 4 511           | 4 652,4        |
| 2022 | 10 984,2 | 5 538           | 5 446,2        |
| 2023 | 12 210,6 | 5 933,9         | 6 276,7        |

Доля сельского хозяйства в ВВП Азербайджана на 2012 год составила 5,7 % Объём валовой добавленной стоимости в сельском хозяйстве, охоте и лесном хозяйстве Азербайджана на 2012 год составил 2 млрд. 318 млн манат.
Сельское хозяйство специализируется, в основном, на виноградарстве, садоводстве, табаководстве, овощеводстве, животноводстве и шелководстве. Главные технические культуры — хлопчатник, табак, чай. Развито раннее овощеводство, субтропическое плодоводство.
Более 80 % производителей сельскохозяйственной продукции являются мелкими фермерскими хозяйствами.
Существует проблема засухи и нехватки воды для полива. В 2023 году от засухи и нехватки воды пострадали 160 000 гектар земель. В сельском хозяйстве используется 70 — 80 % водных ресурсов Азербайджана. На 8,5 — 9 % гектар орошаемых земель используются современные ирригационные системы.
Действует фонд аграрного страхования. Фонд страхует от потери урожая в случае стихийных бедствий и в других страховых случаях.
В 2024 году было импортировано 162,4 тысячи тонн удобрений на сумму 72,5 млн долл. США.
87 % удобрений импортируется из России.
С декабря 2024 года земли сельскохозяйственного назначения в Карабахе передаются в аренду по льготным условиям для посевов однолетних и многолетних культур. Минимальная площадь сдаваемых участков земель составляет 5 гектар.
Осуществляется субсидирование сельского хозяйства. В 2023 году 387 340 фермерам выплачено 352 млн манат субсидий. В 2024 году 380 704 фермерам выплачено 362,5 млн манат.

## История
Проводимые в 1995 году аграрные реформы оказали серьёзное влияние на построение рыночных отношений в экономике страны, использование земли и имущества, отраслевую структуру и формирование предпринимательства. В сельском хозяйстве на смену государственной пришла частная форма собственности над земельными угодьями, скотом, производственной и непроизводственной сферами, сельскохозяйственной техникой. Число сельскохозяйственных производителей насчитывало 1.208,7 человек, из которых 99,98 % — частные производства, 0,02 % — государственные; функционировало 66,8 % семейных, 32,8 % домашних, 0,2 % фермерских хозяйств.

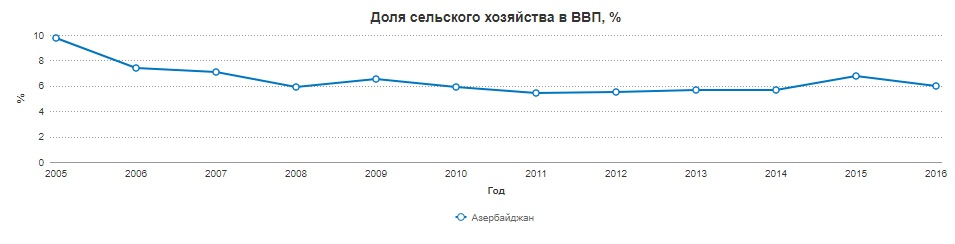
Диаграмма — доля сельского хозяйства в ВВП в Азербайджане по годам

В 2006 году в ВВП удельный вес добавочной стоимости в сельском, охотничьем и лесном хозяйстве составил 7,1 %, что по сравнению с 2005 годом выше на 0,9 %. В растениеводстве наблюдался спад на 0,8 %, в животноводстве рост на 2,9 %. Снижение объёма производства в земледелии произошло из-за сокращения пахотных земель (под картофель на 5,4 %, бахчевые на 0,5 %, чайные плантации на 38,5 %). Удельный вес бюджетных средств, выделенных для сельского и лесного хозяйства и рыболовства, возрос на 3,5 %, а по сравнению с 2005-м годом на 37,2 %.
В 2006-м году удельный вес импорта и экспорта продовольственной продукции составил 10,6 % и 5,1 % соответственно.
Структура сельского хозяйства в 2007 г. (в сопоставимых ценах, к итогу): растениеводство — 56,2 %, животноводство — 43,8 %.
В 2007 г. производство зерна составило около 2 млн т. (652 тыс. га), хлопка — около 100 тыс. т., табака — 2,8 тыс. т., сахарной свёклы — 137 тыс. т., картофеля — 1036 тыс. т., овощей — 1219 тыс. т., фруктов — 675 тыс. т., винограда — около 100 тыс. т., мяса (в том числе птицы) — 147 тыс. т., молока — 1 млн. 330 тыс. т., яиц — 573 млн штук. Всё сельскохозяйственное производство составило (в фактических ценах) — 2 млрд. 318 млн манат. (около 2,9$ млрд.) — около 5,7 % от ВВП.
За 2013—2019 годы общие доходы сельскохозяйственных предприятий в Азербайджане увеличились в 2,1 раза и составили 190 080,0 тыс. манат.
В августе 2020 года в селе Гаджилар Агджабединского района кукурузные поля впервые были опрысканы специальными ядохимикатами при помощи дронов.
В марте 2021 года Азербайджан и Турция подписали декларацию о намерениях по передаче современных технологий и сотрудничестве в сфере аграрного обучения.
В 2021 году был подписан указ о внесении изменений в «Порядок субсидирования производства сельскохозяйственной продукции», на основании которого субсидии на посев участков площадью более 10 гектаров, где выращиваются важные в плане продовольственной безопасности растения, будут предоставляться с аграрным страхованием на 3 года.

## Отрасли сельского хозяйства
В сельском хозяйстве Азербайджана производительность животноводства составляет 39 %, земледелия — 61 %, основной областью которого является зерноводство.
| Годы | Общая сумма | растениеводство | животноводство |
| 1990 | 0,062       | 0,046           | 0,016          |
| 1991 | 0,111       | 0,084           | 0,027          |
| 1992 | 0,780       | 0,673           | 0,107          |
| 1993 | 4,205       | 3,115           | 1,090          |
| 1994 | 48,3        | 40,7            | 7,6            |
| 1995 | 233,6       | 194,7           | 38,9           |
| 1996 | 295,9       | 246,6           | 49,3           |
| 1997 | 213,7       | 178,1           | 35,6           |
| 1998 | 59,6        | 54,7            | 4,9            |
| 1999 | 37,6        | 33,4            | 4,2            |
| 2000 | 23,9        | 17,8            | 6,1            |
| 2001 | 22,9        | 14,9            | 8,0            |
| 2002 | 22,8        | 11,0            | 11,8           |
| 2003 | 41,6        | 10,3            | 31,3           |
| 2004 | 63,2        | 13,0            | 50,2           |
| 2005 | 68,8        | 13,9            | 54,9           |
| 2006 | 63,7        | 16,0            | 47,7           |
| 2007 | 119,6       | 23,2            | 96,4           |
| 2008 | 186,0       | 41,0            | 145,0          |
| 2009 | 227,9       | 70,0            | 157,9          |
| 2010 | 192,6       | 60,0            | 132,6          |
| 2011 | 236,0       | 82,2            | 153,8          |
| 2012 | 319,4       | 97,3            | 222,1          |
| 2013 | 363,9       | 120,5           | 243,4          |
| 2014 | 404,5       | 111,8           | 292,7          |
| 2015 | 410,1       | 132,5           | 277,6          |
| 2016 | 449,2       | 145,8           | 303,4          |
| 2017 | 645,4       | 238,5           | 406,9          |

### Зерноводство
В зерноводстве особо выделяются такие регионы как Шеки, Исмаиллы, Шемаха, Джалилабад, Сабирабад, Агджабеди, Балакан и Бейлаган. Здесь культивируются такие виды как сарыбугда, гюргяни, гарагылчыг, хырдабугда, гюлюсяр, кяря, Карабах бугдасы, агбугда, сякилябугда, гарагилябугда, топбашбугда, аг арпа, гара арпа, шешяри арпа, гылыджы арпа.
Производимая в стране пшеница закупается государством по государственным закупочным ценам. В дальнейшем пшеница отправляется на мукомольные предприятия. Государственная закупочная цена на 2023 год установлена в размере 450 манат за тонну.
В хозяйствах, где внедрены современные оросительные системы, производителям пшеницы на каждую тонну продовольственной пшеницы выплачивается субсидия в размере 100 манат.

#### 2022
На январь 2022 года Азербайджан обеспечивал себя пшеницей на 60 %. Ежегодное производство пшеницы составляло 2 млн тонн. Импортируовалось 40 % пшеницы, что составляло 1,4 млн тонн в год.
В 2022 году засеяно 1 019 934 гектар. Из них 606 338 гектар засеяно под пшеницу, 413 596 гектар под ячмень.

#### 2023
Для урожая 2023 года площадь посева озимых культур составила 1 055 000 гектар. 646 000 гектар засеяно пшеницей, 395 000 гектар — ячменём, 160 гектар — рожью.

#### 2024
Средняя урожайность пшеницы на 2024 год составляет около 3 тонн с гектара.

### Растениеводство
Хлопководство 

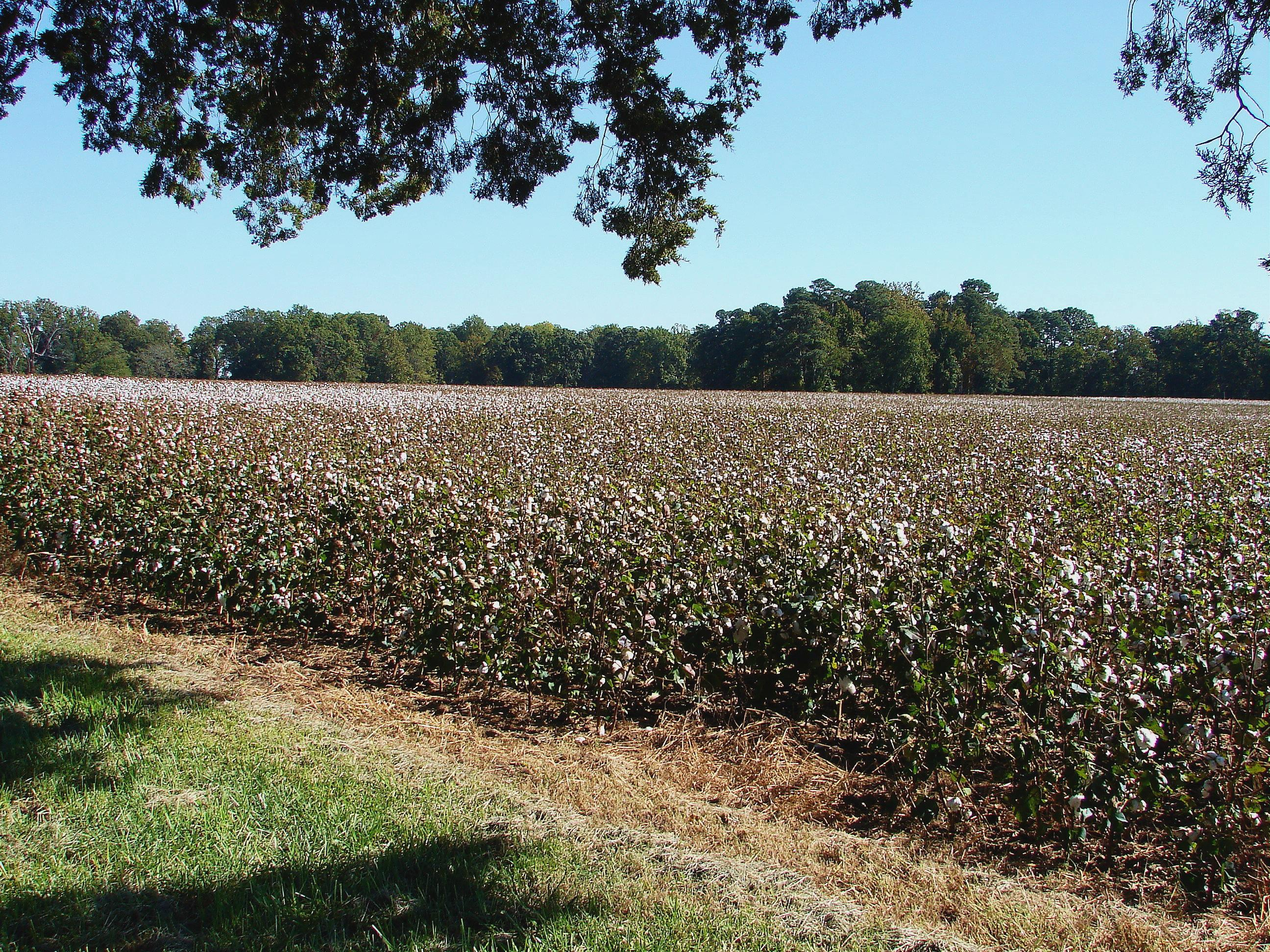
Посев хлопка

Развито в Гяндже, Гекчае, Агдаше, Саатлы, Сабирабаде, Сальяне и т. д.
Чаеводство 
Азербайджан после Грузии занимает второе место на Кавказе по выращиванию чая. Развито в основном в южных регионах — Ленкорани, Астаре, Масаллы, частично в Закатале. 
Овощеводство и бахчеводство
Развито почти во всех регионах.
Картофелеводство 
Развито в западных регионах — Кедабеке, Товузе, Шамкире, частично в Дашкесане, Гейгеле, а также Гусаре. Потребность в картофеле в основном удовлетворяется за счёт внутреннего производства.
Виноградарство 

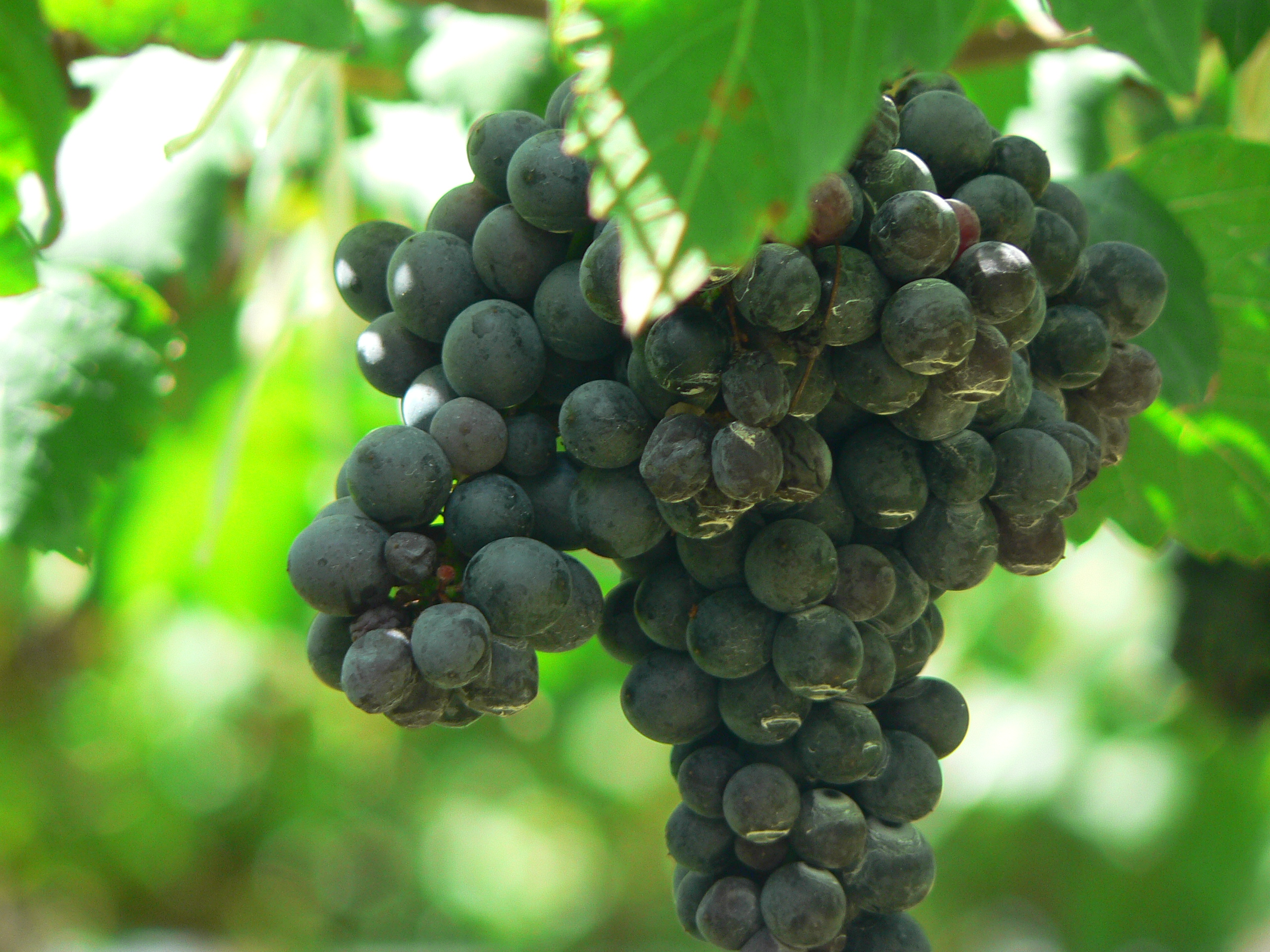
Виноградник

Культивируется в Гянджа-Газахской, Кура-Араксинской, Шемахинской и Нахчиванской зонах. В различных регионах республики посажены более 70 видов высших сортов винограда из Франции, Италии, Испании, Ирана, Грузии, Молдавии, Украины, Узбекистана и тд.
Садоводство
Развито почти во всех регионах; яблоко — Губа-Хачмазская зона, орех, каштан — Шеки-Закатальская зона, цитрусовые (лимон, апельсин, мандарин, фейхоа) — в Ленкорань-Астаре, тутовое дерево — в Аранской зоне.
Шелководство 
Развито в Аранской зоне. и предгорных районах, Балакен, Закатала, Гах.
Производство оливок и оливкового масла
4 ноября 2022 года открыт завод по переработке оливкового масла и столовых оливок. Для обеспечения завода сырьём действует оливководческий комплекс на территории 3 000 гектар. В комплексе собирают 3 000 кг оливок в год. Закладка комплекса была осуществлена в 2019 году.
Мощность завода составляет 4 000 тонн масла в год. Производится оливковое масло холодного отжима марки Extra Virgin.
Табаководство 
Табак — второе основное техническое растение после хлопка. Выращивается в Шеки, Огузе, Габале, Закатале, Балакене, Масаллы, Ярдымлы, Лерике, Губадлы, Зангелане, Нагорном Карабахе, Кельбаджаре и Нахчивани.

### Животноводство

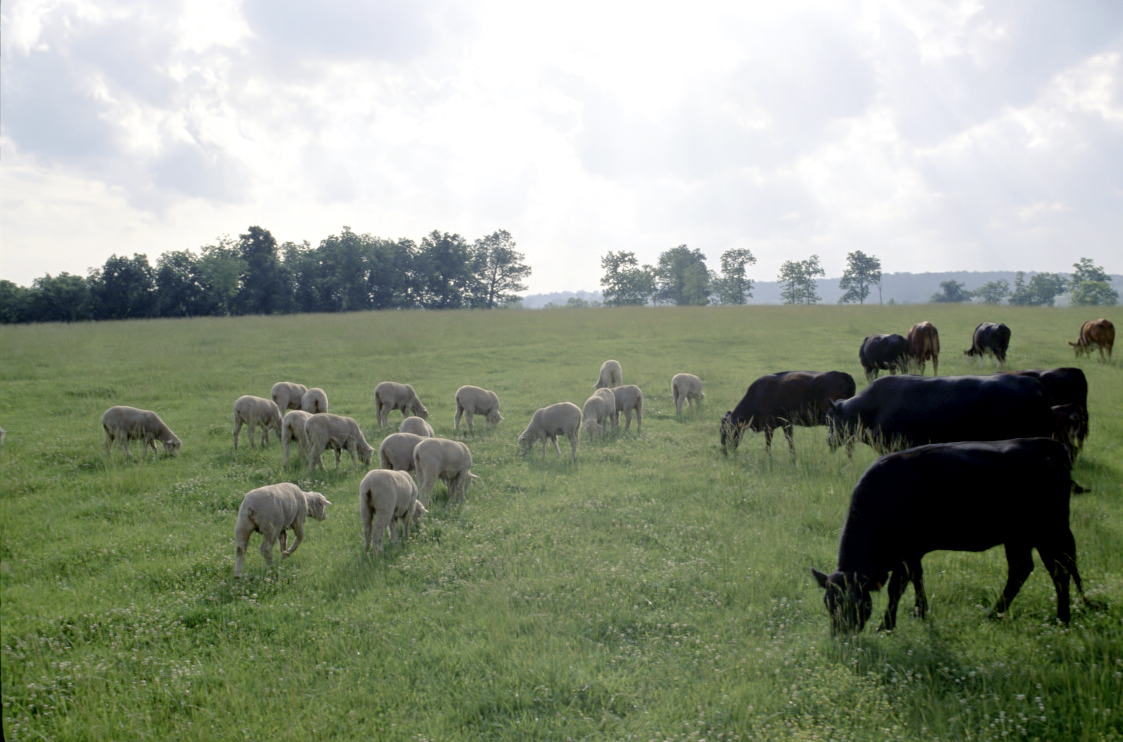
Овцы и коровы

Животноводство всего лишь наполовину удовлетворяет потребность населения в мясных и молочных продуктах. Более развито в горных районах, особенно в Ширванской и Кельбаджар — Лачинской зонах. 
Скотоводство
Развито почти во всех районах. Основное место занимают местный рогатый скот — корова. В Аранском и Шеки-Закатальском регионах разводят буйволов. 70 % крупного рогатого скота составляют коровы и буйволы. 
Овцеводство
Делится на летние и зимние пастбища и основывается естественном корме. Шерсть и шкура служат сырьем для лёгкой промышленности.
Птицеводство 
В основном развито в частных хозяйствах Баку, Гянджи, Нахчивани. Удовлетворяет потребность населения в мясе птицы и яйцах. Недостаток кормовой базы мешает развитию птицеводства.

### Фруктовый сектор

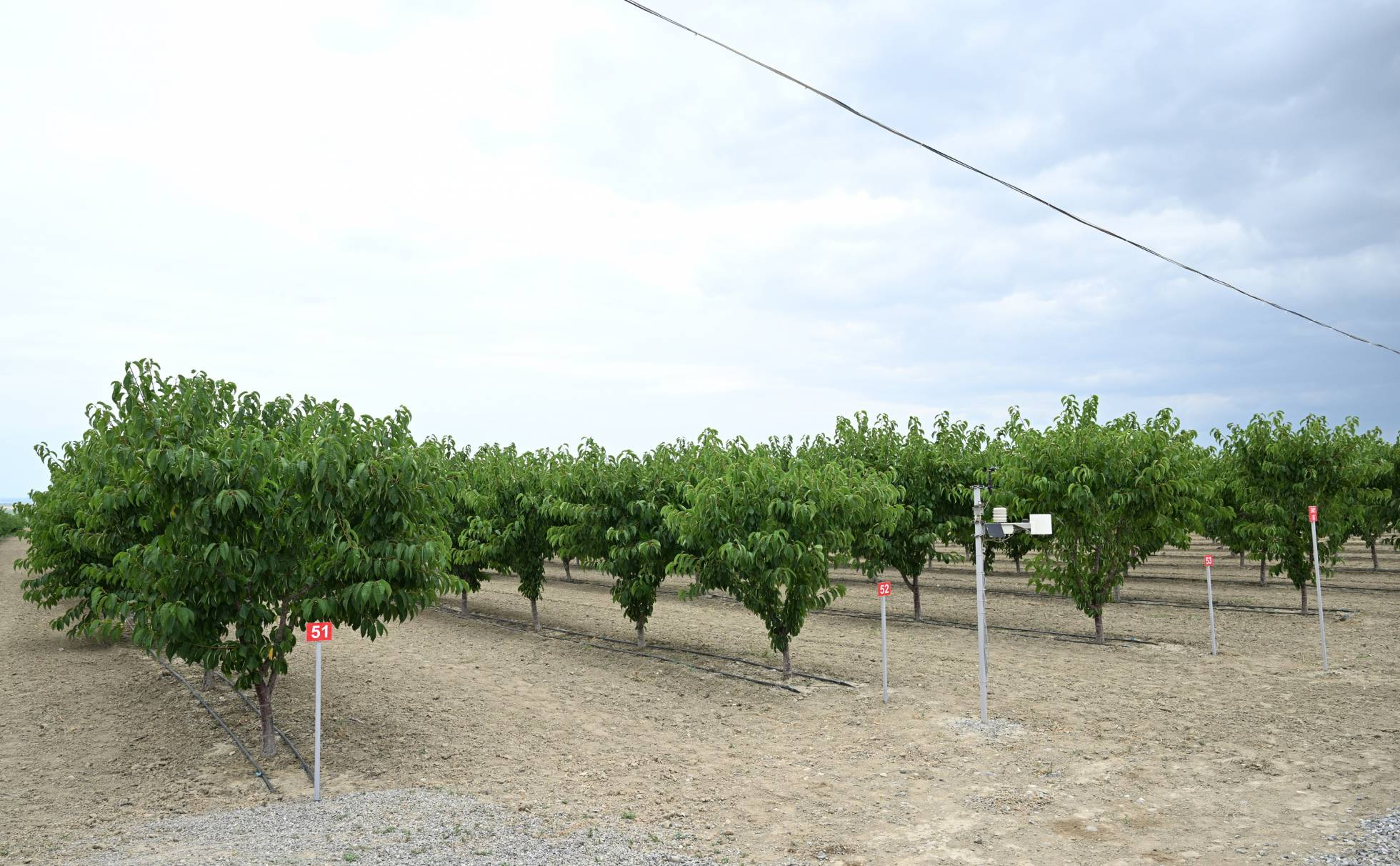
Евлахский пилотный агропарк Июнь 2025

## Агропарки
С целью более интенсивного развития сельского хозяйства на территории Азербайджана созданы агропарки. На июнь 2022 года в Азербайджане функционирует 44 агропарка. Осуществляется строительство ещё 7 агропарков. Общая занимаемая агропарками площадь — 239 312 гектар. Агропарки расположены в 32 районах Азербайджана.

## Контроль за качеством продукции
Действует Агентство продовольственной безопасности.
В Баку и регионах действуют лаборатории молекулярной диагностики. Проводятся экспертизы на наличие остатков пестицидов.

## Цифровизация
Создана электронная база данных сельскохозяйственной продукции. На май 2022 года в базе данных зарегистрированы 4 000 фермеров Азербайджана.
Действует электронная информационная система сельского хозяйства регионов.
На май 2025 года в системе электронного сельского хозяйства зарегистрировано более 900 000 субъектов.

## Страхование
Действует Фонд аграрного страхования. На октябрь 2024 года застрахованы гранатовые и фундуковые сады, посевы кукурузы, риса-сырца, сахарной свеклы, пшеницы, ячменя, хлопковые поля. Осуществляется государственное субсидирование аграрного страхования. Государство оплачивает 50 % страховых взносов. Действует государственная электронная система страхования.

## Статистика
Посевная площадь сельскохозяйственных культур:
| Показатель (по всем хозяйственным категориям)      | 2016 год              |
| Площадь посева всех сельскохозяйственных продуктов | 1628.3 (тыс.гектаров) |
| Площадь посева зерновых                            | 997.5 (тыс.гектаров)  |
| Площадь посева технических растений                | 73.6 (тыс.гектаров)   |
| Площадь посева хлопка                              | 51.4 (тыс.гектаров)   |
| Площадь посева табака                              | 2.4 (тыс.гектаров)    |
| Площадь посева картофеля                           | 62.8 (тыс.гектаров)   |
| Площадь посева овощей                              | 73.7 (тыс.гектаров)   |
| Площадь посева бахчевых культур                    | 26.4 (тыс.гектаров)   |
| Площадь посева сахарного тростника                 | 7.1 (тыс.гектаров)    |
| Площадь посева кормовых растений                   | 394.1(тыс.гектаров)   |
| Площадь посева фруктов и ягод                      | 171.6 (тыс.гектаров)  |
| Площадь посева винограда                           | 16.0 (тыс.гектаров)   |
| Площадь посева чая                                 | 1.0 (тыс.гектаров)    |

Производство сельскохозяйственной продукции:
| Показатель (по всем хозяйственным категориям) | 2016 год            |
| Производство зерновых                         | 3065.1 (тысяч тонн) |
| Общий сбор хлопка                             | 89.4 (тысяч тонн)   |
| Общий сбор табака                             | 3.6 (тысяч тонн)    |
| Общий сбор картофеля                          | 902.4 (тысяч тонн)  |
| Общий сбор овощей                             | 1270.6 (тысяч тонн) |
| Общий сбор бахчевых культур                   | 464.8 (тысяч тонн)  |
| Общий сбор фруктов и ягод                     | 882.8 (тысяч тонн)  |
| Общий сбор винограда                          | 136.5 (тысяч тонн)  |
| Общий сбор сахарного тростника                | 312.6 (тысяч тонн)  |
| Общий сбор чая                                | 1.0 (тысяч тонн)    |

Поголовье крупного рогатого скота:
| Показатель (по всем хозяйственным категориям) | 2017 год (на 1 января) |
| Поголовье крупного рогатого скота             | 2698.5 (тысяч голов)   |
| Количество коровьих табунов                   | 2484.3 (тысяч голов)   |
| Количество табунов буйвола                    | 214.2 (тысяч голов)    |
| Поголовье коров                               | 1196.2 (тысяч голов)   |
| Поголовье буйволов                            | 102.8 (тысяч голов)    |
| Поголовье овец и коз                          | 8614.8 (тысяч голов)   |
| Поголовье овец                                | 7966.5 (тысяч голов)   |
| Поголовье коз                                 | 648.3 (тысяч голов)    |
| Поголовье свиней                              | 4.4 (тысяч голов)      |
| Поголовье птиц                                | 28009.5 (тысяч голов)  |
| Поголовье лошадей                             | 71.6 (тысяч голов)     |
| Поголовье верблюдов                           | 0.2 (тысяч голов)      |
| Поголовье мул                                 | 0.1 (тысяч голов)      |

Производство основных продовольственных товаров:
| Показатель (по всем хозяйственным категориям) | 2016 год            |
| Производство убойного мяся                    | 302.2 (тысяч тонн)  |
| Производство молока                           | 2009.9 (тысяч тонн) |
| Производство яиц                              | 1609.8 (тысяч тонн) |
| Производство шерсти                           | 16.7 (тысяч тонн)   |
| Производство коконов                          | 0.2 (тысяч тонн)    |